# Salvador Artigas i Sahún
Salvador Artigas i Sahún (Barcelona, 23 de febrer de 1913 - Benidorm, 6 de setembre de 1997) fou un futbolista i entrenador de futbol català.

## Trajectòria
S'inicià al FC Gràcia, més tard FC Catalunya, arribant al FC Barcelona, el 1932. Entre 1934 i 1936 jugà al Llevant UE. En acabar la Guerra Civil, on fou aviador del bàndol republicà, hagué de marxar a França, on defensà la samarreta de diversos clubs, Girondins de Bordeus, Le Mans Union Club 72 i Stade Rennais. També jugà a la Reial Societat. El 20 d'agost de 1933 jugà un partit amb la selecció catalana en el qual marcà cinc gols.
Destacà també com a entrenador. Començà aquesta etapa a l'Stade Rennais, però també dirigí la Reial Societat, Girondins de Bordeus, FC Barcelona, Athletic Club, FC Sevilla o la selecció espanyola. Al Barça guanyà la Copa del 1968, el partit final de la qual fou conegut com la final de les ampolles.